# Valea Crișului (Covasna)
Valea Crișului [ˈvalea kriʃului] (veraltet Crișpatac; deutsch Eschenbach, ungarisch Kőröspatak) ist eine Gemeinde im Kreis Covasna in der Region Siebenbürgen in Rumänien.
Der Ort Valea Crișului ist im Historisch-administratives Ortsnamenbuch von Siebenbürgen, Banat und Partium auch unter der deutschen Bezeichnung Eschendorf und der ungarischen Bezeichnung Sepsikőröspatak bekannt.

## Geographische Lage

Lage der Gemeinde Valea Crișului im Kreis Covasna

Die Gemeinde Valea Crișului liegt im Westen der Kronstädter Senke (Depresiunea Brașovului), in den Ostausläufern der Baraolter Berge nördlich des historischen Burzenlands. In der historischen Region Szeklerland im Kreis Covasna befindet sich der Ort Valea Crișului am gleichnamigen Bach – ein rechter Zufluss des Olt (Alt) – und an der Kreisstraße (drum județean) DJ 121A neun Kilometer nördlich von der Kreishauptstadt Sfântu Gheorghe (Sankt Georgen) entfernt.
Der nächstgelegene Bahnhof befindet sich in der Kreishauptstadt an der Bahnstrecke Brașov–Sfântu Gheorghe–Târgu Secuiesc.

## Geschichte
Der mehrheitlich von Szeklern bewohnte Ort Valea Crișului wurde erstmals 1332 urkundlich erwähnt.
Auf dem Gebiet des Ortes Valea Crișului wurde auf dem von den Einheimischen genannten Areal Vârful cu mesteceni (ungarisch Nyirtetö), eine Erdwallanlage der Latènezeit und die Steinmauern laut dem Verzeichnis historischer Denkmäler des Ministeriums für Kultur und nationales Erbe (Ministerul Culturii și Patrimoniului Național) der Bronzezeit und dem Frühmittelalter zugeordnet. Sonstige archäologische Funde deuten in die Jungsteinzeit und Frühbronzezeit und befinden sich im Museum der Kreishauptstadt.
Zur Zeit des Königreichs Ungarn gehörte Valea Crișului dem Stuhlbezirk Sepsi in der Gespanschaft Háromszék (rumänisch Comitatul Trei-Scaune), anschließend dem historischen Kreis Trei-Scaune (deutsch Drei Stühle) und ab 1950 dem heutigen Kreis Covasna an.
Der Ort Arcuș war bis 2004 administrativ der Gemeinde Valea Crișului zugeordnet, wonach der eine eigenständige Gemeinde wurde.

## Bevölkerung
Die Bevölkerung der heutigen Gemeinde Valea Crișului entwickelte sich wie folgt:
| 1850 | 1.538 | 29 | 1.456 | - | 53           |
| 1930 | 1.952 | 22 | 1.805 | 3 | 122          |
| 1977 | 2.184 | 8  | 2.174 | - | 2            |
| 2002 | 2.175 | 38 | 2.114 | - | 23           |
| 2011 | 2.307 | 24 | 2.136 | - | 147          |
| 2021 | 2.354 | 31 | 2.158 | - | 165 (3 Roma) |

Seit 1850 wurde auf dem Gebiet der heutigen Gemeinde Valea Crișului die höchste Einwohnerzahl 2011 ermittelt. Die höchste Anzahl der Magyaren wurde 1977, der Rumänen 2002, der Rumäniendeutschen 1930 und die der Roma (159) 1941 registriert.

## Sehenswürdigkeiten
- Im Gemeindezentrum die römisch-katholische Kirche Sfânta Treime (Dreifaltigkeit) im 13. Jahrhundert errichtet und im 17. Jahrhundert umgebaut, steht unter Denkmalschutz.[9]
- Auf dem Berg Kápolnatető bei Valea Crișului die Ruinen der ehemaligen Kapelle Veresbaratok Tornya (⊙) im 15. Jahrhundert errichtet, steht unter Denkmalschutz.[9]
- In Valea Crișului das Landhaus der ungarischen Adelsfamilie Kálnoky, im 17. Jahrhundert errichtet, 1752 umgebaut[10][11] und das Grabmal der Familie im 19. Jahrhundert errichtet, stehen unter Denkmalschutz.[9]
- Im eingemeindeten Dorf Calnic (ungarisch Kálnok) die reformierte Kirche[12] im 15. Jahrhundert errichtet, 1854 umgebaut und der Holzglockenturm im 17./18. Jahrhundert errichtet, stehen unter Denkmalschutz.[9]
- In Calnic die unitarische Kirche[13] im 17. Jahrhundert errichtet, im 20. Jahrhundert umgebaut und der Holzglockenturm 1674 errichtet und im 20. Jahrhundert umgebaut, stehen unter Denkmalschutz.[9]

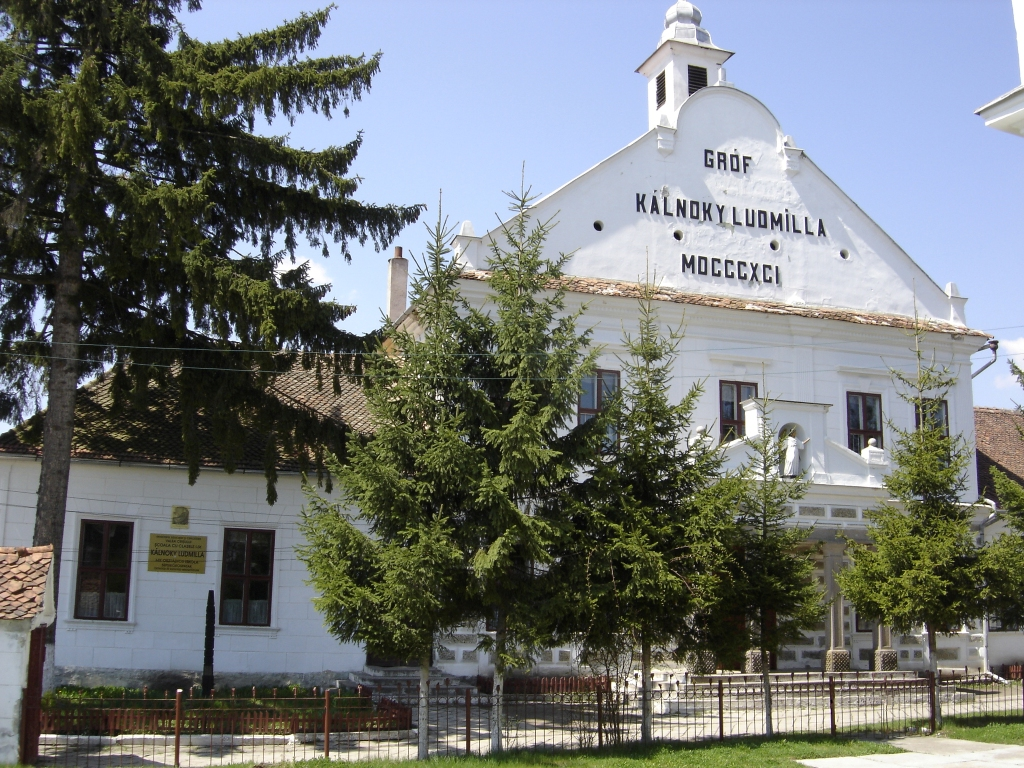
Schule Kálnoky Ludmilla (1891)
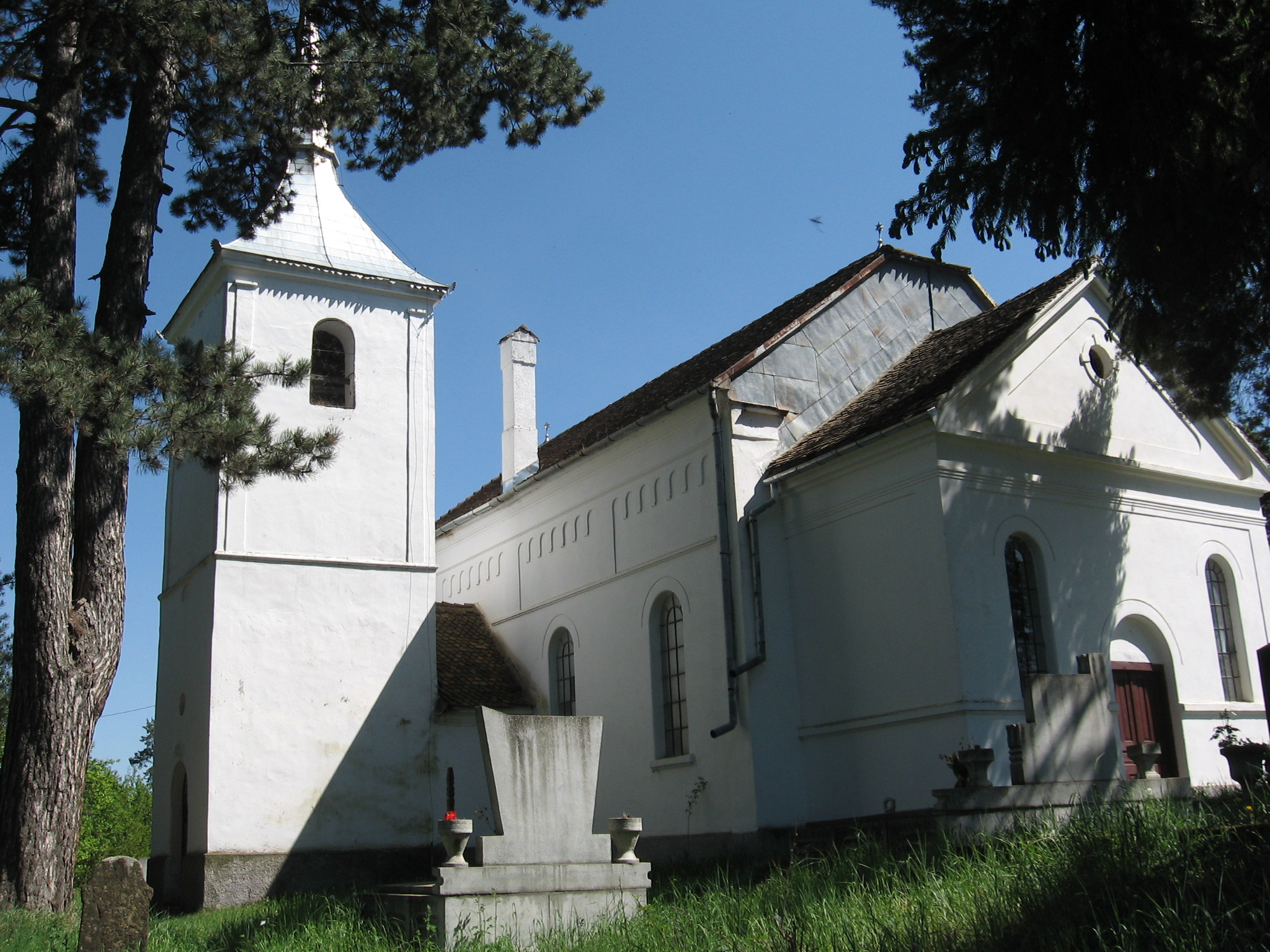
Unitarische Kirche in Valea Crișului
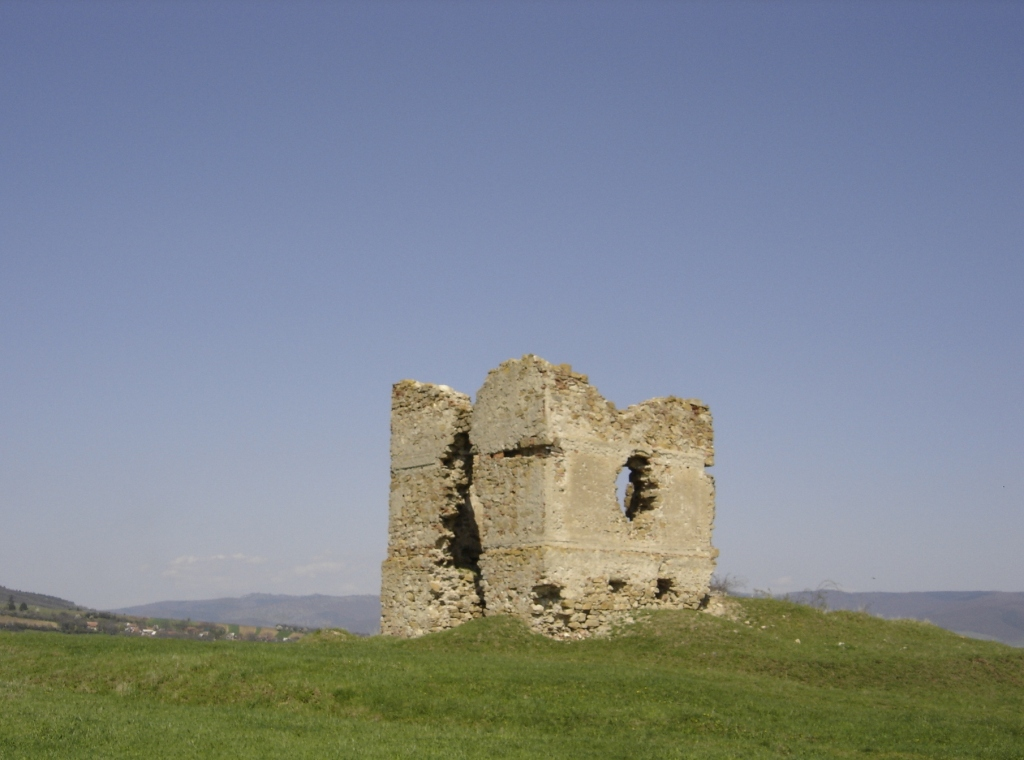
Ruine der Kapelle Veresbaratok Tornya
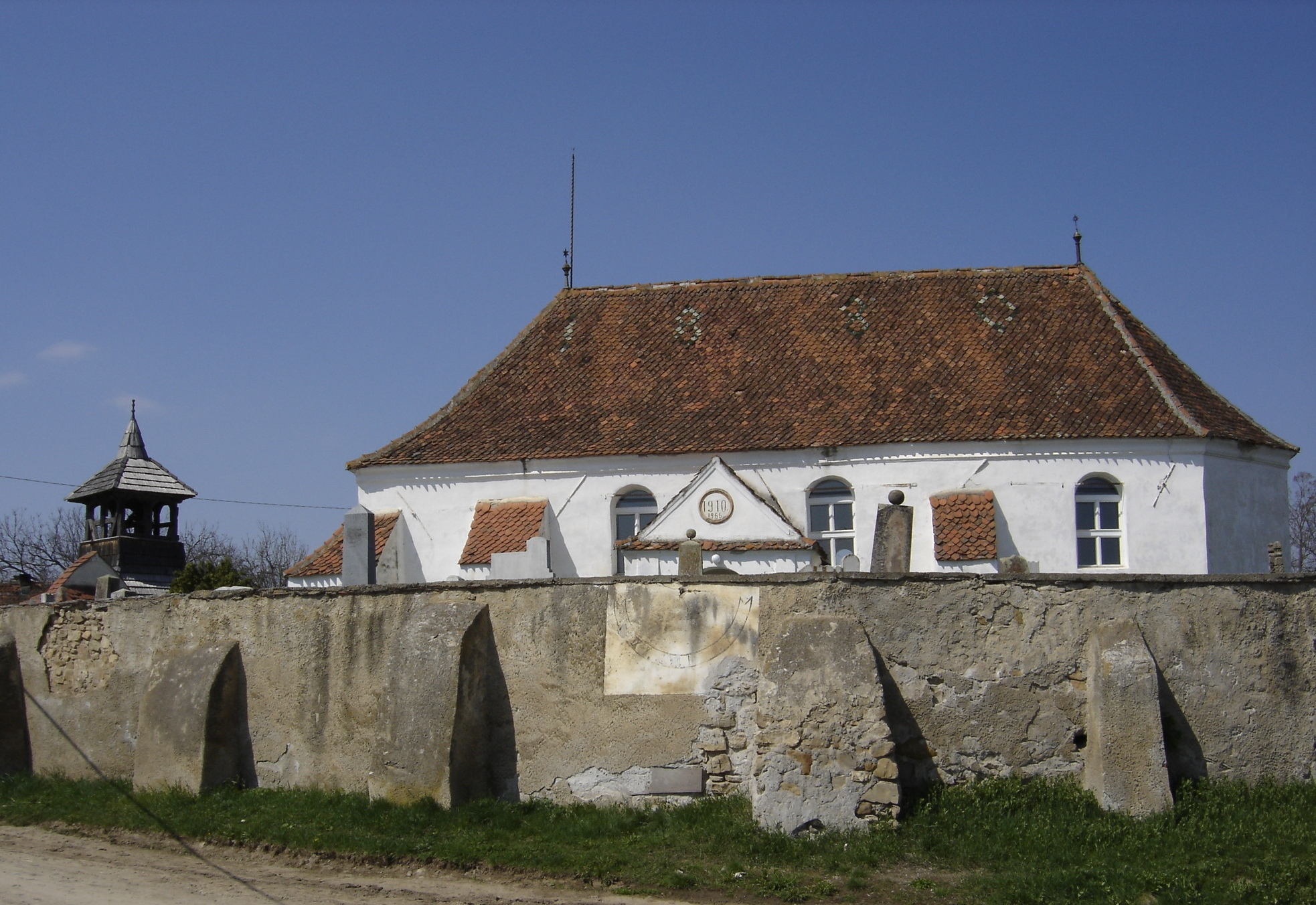
Reformierte Kirche in Calnic
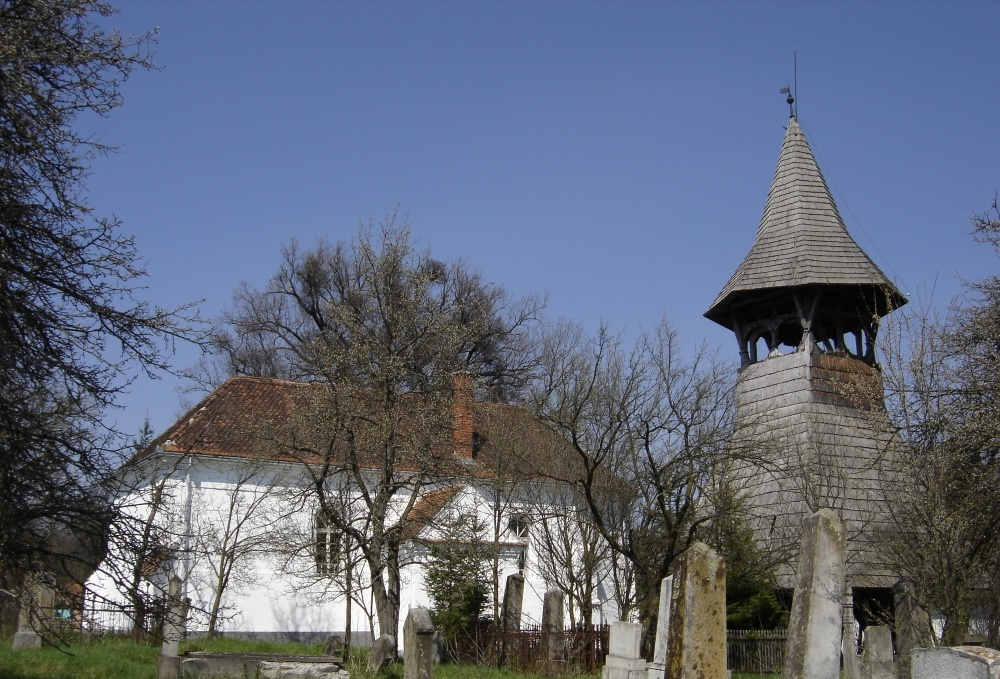
Glockenturm und unitarischen Kirche in Calnic